# Philadelphia (Film)
Philadelphia ist ein US-amerikanisches Filmdrama aus dem Jahre 1993. Die Hauptrollen spielen Tom Hanks und Denzel Washington. Regie führte Jonathan Demme nach einem Drehbuch von Ron Nyswaner.
Er war der erste große Hollywoodfilm, der sich kritisch mit der gesellschaftlichen Ausgrenzung von AIDS-Erkrankten und männlicher Homosexualität in den USA auseinandersetzte. Der Film erhielt zahlreiche Auszeichnungen, darunter den Oscar für den besten Hauptdarsteller und für den besten Originalsong (Bruce Springsteen mit Streets of Philadelphia).

## Handlung
Andrew Beckett ist ein ehrgeiziger und erfolgreicher junger Rechtsanwalt bei einer großen Anwaltskanzlei in Philadelphia. Seine Vorgesetzten halten große Stücke auf ihn und planen, ihn zum Partner der Kanzlei zu machen. Zwei Fakten behält Beckett jedoch für sich: er ist schwul und mit HIV infiziert.
Als sich die ersten Spuren einer AIDS-Erkrankung für alle sichtbar zeigen, die nach damaliger Ansicht nur homosexuelle Männer befällt, wird Beckett aufgrund eines angeblichen schwerwiegenden Verfahrensfehlers entlassen. Er vermutet, dass er in Wahrheit wegen seiner sexuellen Orientierung für die meisten Teilhaber moralisch untragbar geworden ist und möchte seinen ehemaligen Arbeitgeber wegen dieser Diskriminierung auf Entschädigung verklagen. Seine Eltern und Geschwister, vor denen er keine Geheimnisse hat, stehen hinter ihm. Auf der Suche nach einem Rechtsbeistand stößt er jedoch auf breite Ablehnung.
Seine letzte Hoffnung ist Joe Miller, ein durch Fernsehwerbung bekannter erfolgreicher Anwalt, den er bereits zuvor bei einem Zivilprozess als Anwalt der Gegenseite kennengelernt hatte. Doch auch Miller möchte Beckett zunächst nicht vertreten. Er macht keinen Hehl aus seiner Abneigung gegenüber Homosexuellen und vor allem gegenüber AIDS, zumal er Angst hat, sich und sein neugeborenes Kind anzustecken.
Doch als Miller einige Tage später in der Bibliothek der juristischen Fakultät zufällig miterlebt, wie Beckett, der entschlossen ist, seine Klage notfalls auch allein durchzukämpfen, wegen seiner Krankheit diskriminiert und ausgegrenzt wird, beginnt er zuerst nur zaghaft und zweifelnd seine Meinung zu überdenken, ergreift dann aber doch erstmals für ihn Partei.
Je mehr Miller sich nun mit Becketts Leben beschäftigt, umso mehr entsetzt ihn das Verhalten anderer gegenüber dem inzwischen sichtbar AIDS-kranken Beckett. Er muss nun auch erkennen, dass er sich selbst Beckett gegenüber nicht besser verhalten hat, als ihn dieser um Hilfe bat. Seine Menschlichkeit siegt über seine eigenen Vorurteile, die für ihn selbst im weiteren Verlauf der Handlung völlig unverständlich werden, so dass er diese nun auch selbst zutiefst verurteilt. Er leistet Beckett Abbitte, und gemeinsam ziehen Miller und Beckett vor Gericht. Der zu Beginn der Handlung noch homophobe Anwalt Miller wandelt sich zu einem glühenden Verteidiger der Menschenrechte.
In der Vorbereitung zur Hauptverhandlung bekommt Miller einerseits Einblick in das Leben eines Homosexuellen und erfährt, was es bedeutet, mit AIDS leben zu müssen. Nicht zuletzt mit der Hilfe seiner liberalen Frau Lisa entwickelt er Verständnis und ein tiefes Mitgefühl für Beckett, der ihm offenbart, dass er das Ende der Verhandlung wohl nicht mehr erleben werde. Doch es ist nun nicht mehr nur der Ehrgeiz, der Miller antreibt, sondern auch seine sich entwickelnde tiefe Menschlichkeit. Andererseits erlebt Miller, wie er nun von anderen deshalb abgelehnt wird, weil er als Nichtschwuler einem Schwulen beisteht. 
Während der Verhandlung berichtet Miller schonungslos ehrlich über die Folgen von Becketts Erkrankung und lässt seinen Mandant dem sichtlich schockierten Gericht sogar deren körperliche Anzeichen zeigen. Gleichzeitig greift er Kanzleichef Wheeler offen für seine Schwulenfeindlichkeit an, der dies jedoch abstreitet und Becketts Entlassung mit der Behauptung einer Reihe von Verfahrensfehlern und einer angeblich von Anfang an gezeigten schlechten Arbeitsmoral zu rechtfertigen versucht. Währenddessen bricht Beckett im Gerichtssaal zusammen und wird ins Krankenhaus eingeliefert. Es stellt sich heraus, dass die bei ihm ausgebrochene Krankheit seinen Organismus bereits schwer geschädigt hat. Inzwischen beginnt aber auch die Front der Gegenseite hinter den Kulissen zu bröckeln: Nicht mehr alle Gesellschafter der Kanzlei stehen zu deren ursprünglich homophobem Kurs. Dies ist besonders anhand der Aussage des sichtlich mitfühlenden Teilhabers Bob Seidman zu erkennen, der voller Reue zugibt, Becketts Homosexualität und auch seine AIDS-Erkrankung schon länger vermutet zu haben, ihm aber nie die Gelegenheit gegeben habe, ihm seine Situation zu offenbaren.
Kurz vor Becketts Tod im Krankenhaus überbringt Miller ihm die Nachricht, dass der Prozess in erster Instanz gewonnen wurde. Der Film endet mit einem Abschiedsfest zu Ehren des Verstorbenen, an dem neben dessen Angehörigen auch Miller und seine Familie sowie Seidman teilnehmen.

## Hintergrund
1981 tauchten die ersten Fälle von Patienten mit einer mysteriösen Immunschwäche in den USA auf, die später häufig an eigentlich harmlosen Erkrankungen wie seltenen Lungenentzündungen (z. B. Pneumocystis jirovecii) oder dem Kaposi-Sarkom starben. AIDS nahm in der Homosexuellenszene schnell epidemische Ausmaße an.
Der Film Philadelphia war die erste große Hollywoodproduktion, die sich dem Thema widmete. Zu diesem Zeitpunkt waren schon 220.000 Amerikaner an AIDS gestorben. Der erste Film überhaupt, der AIDS und dessen Folgen darstellte, war der Fernsehfilm Früher Frost, der 1985 in den USA ausgestrahlt wurde.
Das Medikament AZT, das Andrew Beckett im Film bekommt, war das erste wirksame Mittel gegen AIDS, wurde zu diesem Zeitpunkt aber noch zu hoch dosiert und nur alleine verabreicht. Seit 1996 gibt es die hochaktive antiretrovirale Therapie, die mehrere antivirale Mittel bündelt und häufig auch AZT enthält.
Die Erblindung Becketts am Ende des Films ist vermutlich auf eine Infektion mit dem Humanen Cytomegalievirus zurückzuführen, die eine Retinitis hervorrufen kann und diese dann eine Erblindung.
Der Film hat Ähnlichkeiten zum Leben von Geoffrey Bowers und Clarence B. Cain. Bowers war ein Anwalt, der seine Kanzlei wegen AIDS-Diskriminierung verklagte. Cain war ebenfalls Anwalt und wurde entlassen, als bekannt wurde, dass er AIDS hat. Er klagte daraufhin und gewann den Prozess 1990 kurz vor seinem Tod.
Der damalige Bürgermeister von Philadelphia, Edward Rendell, spielt in einer Szene sich selbst. Die Schwulenikone Quentin Crisp hat einen Cameo-Auftritt als Gast auf der Schwulenparty.
Die Wahl Philadelphias als Schauplatz, und die Entscheidung, den Namen dieser Stadt als Titel des Films zu verwenden, spielen auf die wörtliche Übersetzung dieses Namens aus dem Altgriechischen an: „Stadt der brüderlichen Liebe“. Diese Übersetzung ist im Amerikanischen als City of brotherly love ein verbreiteter Spitzname der Stadt.

## Rezeption

### Kritiken
Zum Kinostart in den USA wurde die Premiere des Films von zahlreichen Protesten christlicher Gruppen begleitet, die die positive Darstellung der Homosexuellen in dem Film anprangerten. Einige Kritiker beanstandeten, dass der Film die herrschenden Vorurteile über AIDS nicht abbaue, sondern verstärke. Wieder andere kritisierten, der Film unterstütze durch seine Vermengung der Themen AIDS und Homosexualität die Auffassung, AIDS sei nur ein Problem der Homosexuellen. Diese Darstellung wurde jedoch von Regisseur Jonathan Demme stets entschieden zurückgewiesen.
Teilweise kritisch angemerkt wurde auch der Verzicht auf das Zeigen einer intimen Beziehung zwischen Beckett und seinem Lebensgefährten Miguel Alvarez. Dem kann man allerdings entgegenhalten, dass es mehrere Szenen gibt, die das Liebesverhältnis zwischen Miguel und Andrew auf andere Weise deutlich machen. Zum Beispiel beginnt Miguel im Krankenhaus einen heftigen Streit mit den Ärzten, und auch die Sterbeszene zeigt ihn in tiefer Trauer und tiefer Verzweiflung um seinen Lebensgefährten.
Andererseits wurde der Film vielfach hoch gelobt, allem voran die schauspielerische Leistung von Tom Hanks, der zu Beginn des Films einen strahlenden Yuppie verkörpert, der am Ende von AIDS und Tod gezeichnet im Krankenhausbett liegt. Auch die Wandlung Joe Millers vom homophoben ignoranten Anwalt zu einem glühenden Verteidiger der Menschenrechte sei beispielhaft dafür, wie sich der Abbau von Vorurteilen entwickeln könne.
Das Lexikon des internationalen Films schrieb: „Vordergründig um Verständnis und Toleranz werbender Film, der das Thema jedoch in seiner Berührungsangst nur aus sicherer Distanz angeht und dadurch letztlich die gesellschaftlichen Klischees bestätigt.“

### Einspielergebnis
Bei einem Budget von 26 Millionen US-Dollar konnte der Film rund 207 Millionen US-Dollar einspielen.

## Musik
Zwei Musikstücke aus dem Film wurden bei der Oscarverleihung 1994 für den Oscar für den besten Song nominiert: Streets of Philadelphia von Bruce Springsteen und Philadelphia von Neil Young. Springsteen gewann den Preis. Außerdem schrieb Peter Gabriel das Lied Lovetown für den Soundtrack des Filmes.
Eine Szene des Films ist vor allem durch die dort eingesetzte Musik bekannt geworden. Joe Miller besucht Andrew Beckett. Sie hören im Verlauf der Szene die Arie La mamma morta aus der Oper Andrea Chénier von Umberto Giordano. Sie wird gesungen von Maria Callas.
Weniger einprägsam, jedoch bemerkenswert ist eines der wenigen filmischen Dokumente der Sängerin Q Lazzarus, bekannt durch das u. a. in Das Schweigen der Lämmer eingesetzte Goodbye Horses. Im Film Philadelphia spielt sie während einer Party eine Coverversion des Titels Heaven von den Talking Heads.

## Synchronisation
Der Film wurde bei der Rondo Film in Berlin vertont. Marianne Groß schrieb das Dialogbuch und führte die Dialogregie.
| Rolle                     | Schauspieler       | Synchronsprecher        |
| ------------------------- | ------------------ | ----------------------- |
| Andrew Beckett            | Tom Hanks          | Arne Elsholtz           |
| Joe Miller                | Denzel Washington  | Leon Boden              |
| Charles Wheeler           | Jason Robards      | Joachim Nottke          |
| Belinda Conine            | Mary Steenburgen   | Karin Buchholz          |
| Miguel Alvarez            | Antonio Banderas   | Bernd Vollbrecht        |
| Sarah Beckett             | Joanne Woodward    | Bettina Schön           |
| Bud Beckett               | Robert W. Castle   | Andreas Hanft           |
| Jill Beckett              | Ann Dowd           | Ulrike Lau              |
| Matt Beckett              | John Bedford Lloyd | Stefan Staudinger       |
| Richter Garnett           | Charles Napier     | Wolfgang Völz           |
| Richterin Tate            | Roberta Maxwell    | Constanze Harpen        |
| Dr. Gillman               | Karen Finley       |                         |
| Jamey Collins             | Bradley Whitford   | Till Hagen              |
| Walter Kenton             | Robert Ridgely     | Edgar Ott               |
| Bob Seidman               | Ron Vawter         | Friedrich G. Beckhaus   |
| Kenneth Killcoyne         | Charles Glenn      | Klaus Jepsen            |
| Herr Laird                | Roger Corman       | Michael Telloke         |
| Lisa Miller               | Lisa Summerour     | Anke Reitzenstein       |
| Bibliothekar              | Tracey Walter      | Wolf Rüdiger Reutermann |
| Guido Paonessa            | Gary Goetzman      |                         |
| Sprecher der Geschworenen | Daniel von Bargen  | Ernst Meincke           |
| Jerome Green              | Obba Babatundé     | Michael Pan             |
| Anthea Burton             | Anna Deavere Smith | Sabine Sebastian        |
| Dr. Klenstein             | Paul Lazar         | Helmut Gauß             |
| Filko                     | Joey Perillo       |                         |
| Chandra                   | Chandra Wilson     | Maud Ackermann          |

## Auszeichnungen
Oscarverleihung 1994
- Bester Hauptdarsteller: Tom Hanks
- Bester Originalsong: Bruce Springsteen (Streets of Philadelphia)
- weitere Nominierungen: 
  - Bestes Makeup
  - Bester Originalsong: Neil Young (Philadelphia)
  - Bestes Originaldrehbuch

Golden Globes 1994
- Bester Hauptdarsteller (Drama): Tom Hanks
- Best Original-Song – Motion Picture: Bruce Springsteen (Streets of Philadelphia)
- weitere Nominierungen: 
  - Bestes Drehbuch

MTV Movie Awards 1994
- Bester Darsteller: Tom Hanks
- weitere Nominierungen: 
  - Bester Film
  - Bester Filmsong: Bruce Springsteen (Streets of Philadelphia)
  - Bestes Leinwandduo: Tom Hanks, Denzel Washington

Berlinale 1994
- Silberner Bär: Tom Hanks

Grammy Awards 1995
- Bester Filmsong: Bruce Springsteen (Streets of Philadelphia)